# Manège de cochons
Manège de cochons est un tableau réalisé par le peintre français Robert Delaunay en 1922. Cette huile sur toile orphique représente les mouvements circulaires colorés d'un tour de manège lors d'une fête foraine, la composition étant agrémentée de quelques détails plus clairement figuratifs que d'autres, par exemple une paire de jambes au centre ou un portrait de Tristan Tzara dans sa partie inférieure. Exposée au Salon des indépendants en 1923, l'œuvre est conservée au musée national d'Art moderne, à Paris, depuis un don de Sonia Delaunay en 1956.